# Aaliyah Butler
Aaliyah Nickole Butler (Fort Lauderdale, 5 novembre 2003) è una velocista statunitense, ha vinto la medaglia d'oro ai Giochi olimpici nella staffetta 4x400 m correndo solamente 
in batteria.

## Progressione

### 400 metri piani
| Stagione | Misura   | Luogo        | Data      | Rank. Mond. |
| -------- | -------- | ------------ | --------- | ----------- |
| 2024     | 49"71    | Eugene       | 23-6-2024 |             |
| 2023     | 51"32    | Baton Rouge  | 13-5-2023 |             |
| 2022     | 53"42    | Gainesville  | 13-5-2022 |             |
| 2021     | 53"48    | Eugene       | 22-7-2021 |             |
| 2020     | 53"03(i) | Columbia     | 22-2-2020 |             |
| 2019     | 52"25    | Jacksonville | 4-5-2019  |             |
| 2018     | 58"77    | Orlando      | 12-7-2018 |             |
| 2017     | 55"98    | Kissimmee    | 13-7-2017 |             |
| 2016     | 56"20    | Kissimmee    | 16-7-2016 |             |
| 2015     | 56"43    | Jacksonville | 2-8-2015  |             |

## Palmarès
| Anno | Manifestazione | Sede   | Evento      | Risultato  | Prestazione | Note        |
| ---- | -------------- | ------ | ----------- | ---------- | ----------- | ----------- |
| 2024 | Olimpiade      | Parigi | 400 m piani | Semifinale | 51"18       | [ 1 ] [ 2 ] |
| 2024 | Olimpiade      | Parigi | 4x400 m     | Oro        | 3'21”44     | [ 3 ]       |

## Campionati nazionali
2024
- Argento ai trials olimpici statunitensi (Eugene), 400 m piani - 49"77